# Liste der Nummer-eins-Hits in Argentinien (2022)
Diese Liste der Nummer-eins-Hits in Argentinien 2022 basiert auf den offiziellen Chartlisten der Cámara Argentina de Productores de Fonogramas y Videogramas (CAPIF), der argentinischen Landesgruppe der IFPI. Nach zweieinhalb Jahren wurden zum Jahreswechsel 2021/22 erstmals wieder Singlecharts veröffentlicht. Anders als 2018/19 erschienen sie nicht monatlich, sondern wöchentlich.

## Singles
| ← 2021 ← | Liste der Nummer-eins-Hits in Argentinien | Liste der Nummer-eins-Hits in Argentinien                | Liste der Nummer-eins-Hits in Argentinien | 2023 → |
| \| Zeitraum \| Wo. ges. \| Interpret \| Titel Autor(en) \| Zusätzliche Informationen \| \| (Zeitraum, Wochen auf Platz eins, Interpret, Titel, Autor[en], zusätzliche Informationen) \| \| \| \| \| \| ----------------------------------------------------------------------------------------- \| -------- \| -------------------------------------------------------- \| --------------------------------------------------------------------------------------------------------------------------------------------------------------------------------------------------------------------- \| ------------------------------------------------------------------------------------------------------------------------------------------------------------------------------------------------- \| \| 31. Dezember 2021 – 6. Januar 2022 1 Woche (insgesamt 4) \| 4 \| Bizarrap feat. Tiago PZK \| Tiago PZK: Bzrp Music Sessions, Vol. 48 Musik: Gonzalo Julián Conde, Tiago Uriel Pacheco Lezcano, Santiago Pablo Exequiel Alvarado; Text: Francisco Zecca \| – \| \| 7. Januar 2022 – 20. Januar 2022 2 Wochen \| 2 \| Tiago PZK, Lit Killah feat. Maria Becerra & Nicki Nicole \| Entre nosotros (Remix) Maximo Andersen Carmody, Daniel Ismael Real, Nicole Denise Cucco, Tiago Uriel Pacheco Lezcano, Mauro Román Monzón, María de los Ángeles Becerra \| – \| \| 21. Januar 2022 – 10. Februar 2022 3 Wochen (insgesamt 4) \| 4 \| Bizarrap feat. Tiago PZK \| Tiago PZK: Bzrp Music Sessions, Vol. 48 Musik: Gonzalo Julián Conde, Tiago Uriel Pacheco Lezcano, Santiago Pablo Exequiel Alvarado; Text: Francisco Zecca \| – \| \| 11. Februar 2022 – 24. März 2022 6 Wochen \| 6 \| Rauw Alejandro & Chencho Corleone \| Desesperados Luis Jonuel González, Raúl Alejandro Ocasio Ruiz, Eric Luis Pérez-Rovira, Jorge Cedeño Echevarria, José Manuel Collazo Denis, Orlando Javier Valle Vega, Jorge Emmanuel Pizzaro Ruiz, Nino Karlo Segarra \| – \| \| 25. März 2022 – 21. April 2022 4 Wochen \| 4 \| Paulo Londra \| Plan A Paulo Ezequiel Londra Farias, Luis Federico Vindver Arosa, Federico Javier Colazo, Matías Andrés Rapacioli \| – \| \| 22. April 2022 – 5. Mai 2022 2 Wochen \| 2 \| Bizarrap feat. Paulo Londra \| Paulo Londra: Bzrp Music Sessions, Vol. 23 Santiago Pablo Exequiel Alvarado, Gonzalo Julián Conde, Paulo Ezequiel Londra Farias, Facundo Nahuel Yalve \| – \| \| 6. Mai 2022 – 12. Mai 2022 1 Woche \| 1 \| Bad Bunny \| Moscow Mule Marco Daniel Borrero, Martin Hardie Coogan, Scott H. Dittrich, Benito Antonio Martínez Ocasio, Roberto José Rosado Torres Jr. \| – \| \| 13. Mai 2022 – 16. Juni 2022 5 Wochen \| 5 \| Tini \| La triple T Andrea Elena Mangiamarchi, Mauricio Rengifo, Martina Stoessel, Andrés Torres Torres \| – \| \| 17. Juni 2022 – 7. Juli 2022 3 Wochen \| 3 \| Bad Bunny & Bomba Estéreo \| Ojitos lindos Michael Bryan Masís, Benito Antonio Martínez Ocasio, Marcos Efraín Masís Fernández, Liliana Margarita Saumet Avila, Roberto José Rosado Torres Jr. \| – \| \| 8. Juli 2022 – 1. September 2022 8 Wochen \| 8 \| Bizarrap feat. Quevedo \| Quevedo: Bzrp Music Sessions, Vol. 52 Santiago Pablo Exequiel Alvarado, Francisco Zecca, Pedro Luis Domínguez Quevedo, Gonzalo Julián Conde \| – \| \| 2. September 2022 – 17. November 2022 11 Wochen (insgesamt 17) \| 17 \| Manuel Turizo \| La bachata Luis Miguel Gómez Castaño, Edgar Barrera, Andrés Jael Correa Rios, Juan Diego Medina Vélez, Manuel Turizo Zapata, Miguel Andrés Martinez Perea \| – \| \| 18. November 2022 – 24. November 2022 1 Woche \| 1 \| Bizarrap feat. Duki \| Duki: Bzrp Music Sessions, Vol. 50 Mauro Ezequiel Lombardo, Gonzalo Julián Conde, Santiago Pablo Exequiel Alvarado \| – \| \| 25. November 2022 – 15. Dezember 2022 3 Wochen (insgesamt 17) \| 17 \| Manuel Turizo \| La bachata Luis Miguel Gómez Castaño, Edgar Barrera, Andrés Jael Correa Rios, Juan Diego Medina Vélez, Manuel Turizo Zapata, Miguel Andrés Martinez Perea \| – \| \| 16. Dezember 2022 – 22. Dezember 2022 1 Woche \| 1 \| La Mosca Tsé-Tsé \| Muchachos, ahora nos volvimos a ilusionar Fernando Romero, Guillermo Fabián Novellis, Sergio Carlos Cairat \| Das Lied war im Vorjahr unter dem Titel Muchachos, esta noche me emborracho veröffentlicht worden und wurde mit neuem Text zur Hymne der argentinischen Nationalmannschaft bei der Fußball-WM.[1] \| \| 23. Dezember 2022 – 12. Januar 2023 3 Wochen (insgesamt 17) \| 17 \| Manuel Turizo \| La bachata Luis Miguel Gómez Castaño, Edgar Barrera, Andrés Jael Correa Rios, Juan Diego Medina Vélez, Manuel Turizo Zapata, Miguel Andrés Martinez Perea \| – \| |                                           |                                                          | | |
| ← 2021 |                                           |                                                          | | → 2023 → |
| Zeitraum | Wo. ges.                                  | Interpret                                                | Titel Autor(en) | Zusätzliche Informationen |
| (Zeitraum, Wochen auf Platz eins, Interpret, Titel, Autor[en], zusätzliche Informationen) |                                           |                                                          | | |
| 31. Dezember 2021 – 6. Januar 2022 1 Woche (insgesamt 4) | 4                                         | Bizarrap feat. Tiago PZK                                 | Tiago PZK: Bzrp Music Sessions, Vol. 48 Musik: Gonzalo Julián Conde, Tiago Uriel Pacheco Lezcano, Santiago Pablo Exequiel Alvarado; Text: Francisco Zecca                                                             | – |
| 7. Januar 2022 – 20. Januar 2022 2 Wochen | 2                                         | Tiago PZK, Lit Killah feat. Maria Becerra & Nicki Nicole | Entre nosotros (Remix) Maximo Andersen Carmody, Daniel Ismael Real, Nicole Denise Cucco, Tiago Uriel Pacheco Lezcano, Mauro Román Monzón, María de los Ángeles Becerra                                                | – |
| 21. Januar 2022 – 10. Februar 2022 3 Wochen (insgesamt 4) | 4                                         | Bizarrap feat. Tiago PZK                                 | Tiago PZK: Bzrp Music Sessions, Vol. 48 Musik: Gonzalo Julián Conde, Tiago Uriel Pacheco Lezcano, Santiago Pablo Exequiel Alvarado; Text: Francisco Zecca                                                             | – |
| 11. Februar 2022 – 24. März 2022 6 Wochen | 6                                         | Rauw Alejandro & Chencho Corleone                        | Desesperados Luis Jonuel González, Raúl Alejandro Ocasio Ruiz, Eric Luis Pérez-Rovira, Jorge Cedeño Echevarria, José Manuel Collazo Denis, Orlando Javier Valle Vega, Jorge Emmanuel Pizzaro Ruiz, Nino Karlo Segarra | – |
| 25. März 2022 – 21. April 2022 4 Wochen | 4                                         | Paulo Londra                                             | Plan A Paulo Ezequiel Londra Farias, Luis Federico Vindver Arosa, Federico Javier Colazo, Matías Andrés Rapacioli | – |
| 22. April 2022 – 5. Mai 2022 2 Wochen | 2                                         | Bizarrap feat. Paulo Londra                              | Paulo Londra: Bzrp Music Sessions, Vol. 23 Santiago Pablo Exequiel Alvarado, Gonzalo Julián Conde, Paulo Ezequiel Londra Farias, Facundo Nahuel Yalve                                                                 | – |
| 6. Mai 2022 – 12. Mai 2022 1 Woche | 1                                         | Bad Bunny                                                | Moscow Mule Marco Daniel Borrero, Martin Hardie Coogan, Scott H. Dittrich, Benito Antonio Martínez Ocasio, Roberto José Rosado Torres Jr.                                                                             | – |
| 13. Mai 2022 – 16. Juni 2022 5 Wochen | 5                                         | Tini                                                     | La triple T Andrea Elena Mangiamarchi, Mauricio Rengifo, Martina Stoessel, Andrés Torres Torres | – |
| 17. Juni 2022 – 7. Juli 2022 3 Wochen | 3                                         | Bad Bunny & Bomba Estéreo                                | Ojitos lindos Michael Bryan Masís, Benito Antonio Martínez Ocasio, Marcos Efraín Masís Fernández, Liliana Margarita Saumet Avila, Roberto José Rosado Torres Jr.                                                      | – |
| 8. Juli 2022 – 1. September 2022 8 Wochen | 8                                         | Bizarrap feat. Quevedo                                   | Quevedo: Bzrp Music Sessions, Vol. 52 Santiago Pablo Exequiel Alvarado, Francisco Zecca, Pedro Luis Domínguez Quevedo, Gonzalo Julián Conde                                                                           | – |
| 2. September 2022 – 17. November 2022 11 Wochen (insgesamt 17) | 17                                        | Manuel Turizo                                            | La bachata Luis Miguel Gómez Castaño, Edgar Barrera, Andrés Jael Correa Rios, Juan Diego Medina Vélez, Manuel Turizo Zapata, Miguel Andrés Martinez Perea                                                             | – |
| 18. November 2022 – 24. November 2022 1 Woche | 1                                         | Bizarrap feat. Duki                                      | Duki: Bzrp Music Sessions, Vol. 50 Mauro Ezequiel Lombardo, Gonzalo Julián Conde, Santiago Pablo Exequiel Alvarado | – |
| 25. November 2022 – 15. Dezember 2022 3 Wochen (insgesamt 17) | 17                                        | Manuel Turizo                                            | La bachata Luis Miguel Gómez Castaño, Edgar Barrera, Andrés Jael Correa Rios, Juan Diego Medina Vélez, Manuel Turizo Zapata, Miguel Andrés Martinez Perea                                                             | – |
| 16. Dezember 2022 – 22. Dezember 2022 1 Woche | 1                                         | La Mosca Tsé-Tsé                                         | Muchachos, ahora nos volvimos a ilusionar Fernando Romero, Guillermo Fabián Novellis, Sergio Carlos Cairat | Das Lied war im Vorjahr unter dem Titel Muchachos, esta noche me emborracho veröffentlicht worden und wurde mit neuem Text zur Hymne der argentinischen Nationalmannschaft bei der Fußball-WM. |
| 23. Dezember 2022 – 12. Januar 2023 3 Wochen (insgesamt 17) | 17                                        | Manuel Turizo                                            | La bachata Luis Miguel Gómez Castaño, Edgar Barrera, Andrés Jael Correa Rios, Juan Diego Medina Vélez, Manuel Turizo Zapata, Miguel Andrés Martinez Perea                                                             | – |